# Lane Cove

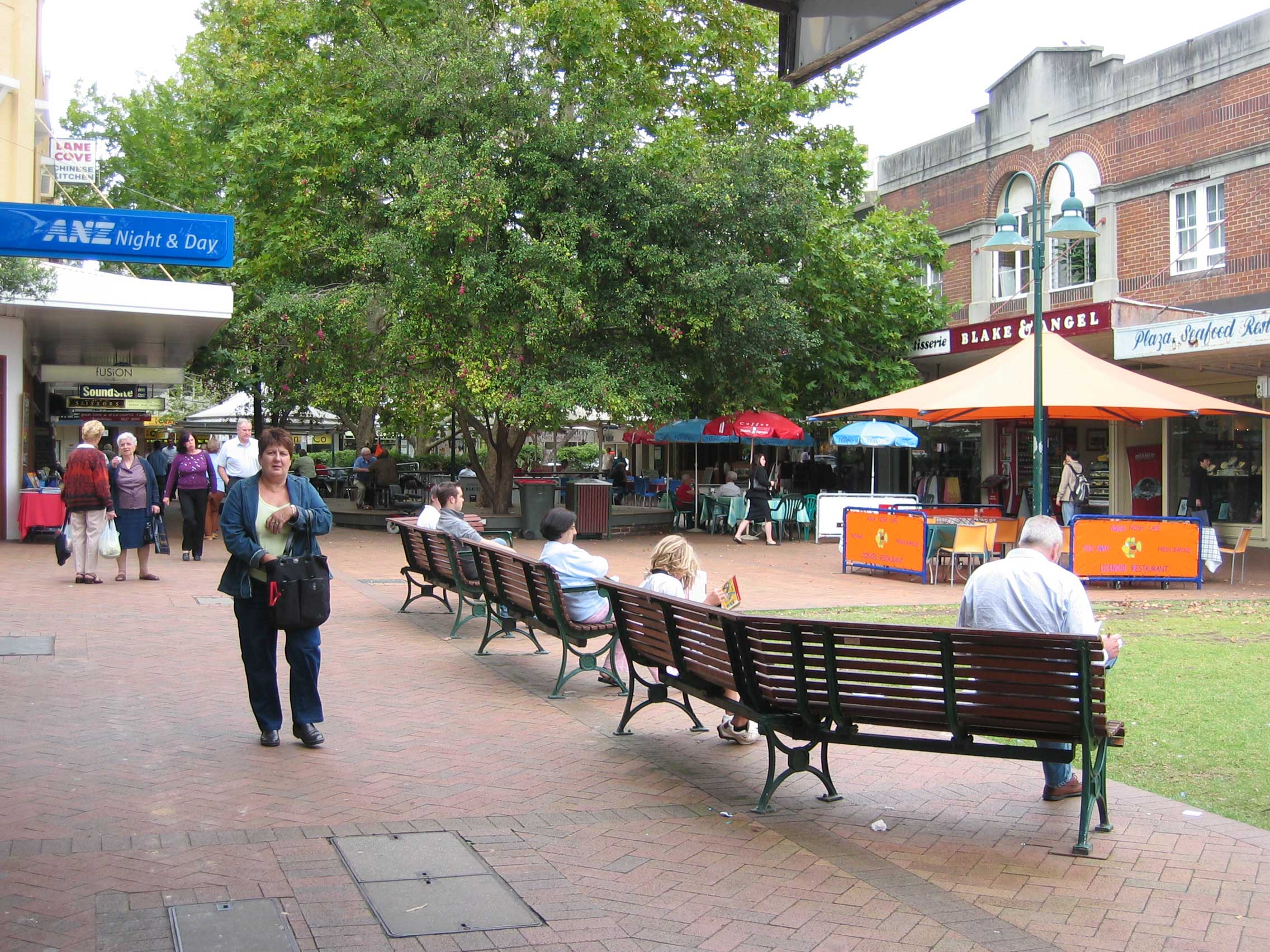
Lane Cove - centro comercial peatonal

Lane Cove es un suburbio de Sídney, Australia, situado al poniente del Centro de Sídney en la comuna de Parramatta. Parramatta está en las orillas del río Parramatta y del río Lane Cove 9 km al noroeste del Centro de Sídney. Es un suburbio de 25.438 habitantes.
- Datos: Q930009
- Multimedia: Lane Cove, New South Wales / Q930009